# Pinar Caslanco
El Pinar Caslanco és una pineda de pi pinyer el qual té una superfície aproximada de 20 hectàrees. Està situat als municipis de Conil de la frontera i Chiclana, majoritàriament al territori de Conil, entre la Carretera les parcel·les de Roche, el Carril de Curro i el Camí Ureba García. A més, la pineda està completament tancada, per la qual cosa no se li permet l'entrada als visitants.

## curiositats
- És una de les pinedes més petites de la província de Cadis
- Consta d'una gran varietat de plantes com Bolets, Llentiscle i Herbes. També hi ha una gran varietat d´animals, sobretot Ocells o Canaris.